# Landgericht Hof (bayerische Verwaltungseinheit)
Das Landgericht Hof war ein von 1812 bis 1879 bestehendes bayerisches Landgericht älterer Ordnung mit Sitz in Hof. Die Landgerichte waren im Königreich Bayern Gerichts- und Verwaltungsbehörden, die 1862 in administrativer Hinsicht von den Bezirksämtern und 1879 in juristischer Hinsicht von den Amtsgerichten abgelöst wurden.
Im Jahr 1812 wurde im Verlauf der Verwaltungsneugliederung Bayerns das Landgericht Hof errichtet. Dieses wurde dem Mainkreis zugeschlagen, dessen Hauptstadt Bamberg war.
Nach der Vereinigung mit dem 1862 errichteten "Stadtgericht Hof" war es von 1871 bis 1879 das "Stadt- und Landgericht Hof".
Das Landgericht Hof gehörte ab 1857 zum Bezirksgericht Hof.
Aus dem Landgericht Hof ging 1879 bei der Einführung des Gerichtsverfassungsgesetzes das Amtsgericht Hof hervor.